# ヌイーナ
ヌイーナ(RSV Nuyina)は、2021年8月19日に竣工したオーストラリアの砕氷船である。科学研究と南極基地への補給に使用される。
船名はタスマニア語で南の光(Southern Lights)を意味する。オーストラリア各地の小学生から提案された名前の中から選ばれ、オーロラに関係する名前を持った過去のオーストラリア砕氷船の伝統を引き継いだ命名ともなっている。

## 概要
1990年よりオーストラリア南極局が運用している砕氷船オーロラ・オーストラリスを船齢30年で更新するとともに、大幅に強化された補給・科学調査能力によってオーストラリアの今後の長期的南極戦略を担うべき砕氷船として、2013年より調達プロセスが開始された。砕氷船の建造および30年間の運用とメンテナンスには総額19億ドルの予算が当てられている。
オーロラ・オーストラリスを提供してきたP&Oは入札から撤退し、2016年にDMS Maritimeがこの長期契約を獲得した。DMSはオランダの造船大手ダーメン・グループに建造を委託し、その傘下であるルーマニアのガラツィ造船所において2017年に建造が開始された。
2021年8月19日、船体が引き渡され、2021年12月18日に就役した。
船体の基本デザインはデンマークの船舶エンジニアリング企業Knud E. Hansenによって行われた。
シーステート9（最大波高14m）の荒天に対応し、厚さ1.65mの氷が張った海を3ノットの速度で連続砕氷して進む能力を持つ。アイスクラスはIce Class PC3で、これは多年氷が一部混在する二年氷の中を通年航行可能であることを意味する。

## 輸送能力
オーストラリアが運営する3ヵ所の南極基地（ケーシー基地・デービス基地・モーソン基地）と亜南極のマッコーリー島基地に対して定期的に行われている補給任務を、現行船のオーロラ・オーストラリスより引き継ぐ。1200トンのバルク貨物または20フィートコンテナ96個を積載し、190万リットルのディーゼル燃料をいちどに南極へ運ぶことが可能となる。主貨物艙のある前甲板には大型の55tナックルブーム・クレーン2基を両舷に装備するほか、後部のヘリコプター甲板とトロール甲板にもそれぞれ作業用クレーンを備えている。
ヘリコプター甲板と格納庫は小型4機または中型2機のヘリコプターを搭載可能な規模であり、将来的にはバルーンや無人機の運用も考慮されている。

## 研究プラットフォーム
船内には500㎡の研究室を持ち、さらにコンテナラボは20フィートコンテナ14個と10フィートコンテナ6個の積載スペースを後部甲板に有する。
船尾甲板にはウィンチとAフレームクレーンが設置され調査機器類の運用に供されるほか、船底に4m四方のムーンプールを設けているため、荒天下または海氷に囲まれた状態でも無人探査機やサンプル採集器の使用が可能となる。
海底地形調査のため、幅25km・深度11000mまでの海底地形を計測可能なマルチビーム音響測深機（MBS）、海底堆積物の層を深さ200mまで画像解析可能な地層探査装置（SBP）や、オキアミなどのバイオマスを測定するバイオアコースティック・トランスデューサーを船底から伸長するドロップキール内に装備している。